# Fernmelde- und Elektronische Aufklärungsbrigade 94
Die Fernmelde- und Elektronische Aufklärungsbrigade 94 war eine Fernmelde- und Elektronische Aufklärungsbrigade der Bundeswehr. Der Stabssitz war die Heinrich-Hertz-Kaserne in Daun. Die Fernmelde- und Elektronische Aufklärungsbrigade war zuletzt dem Kommando Strategische Aufklärung der Streitkräftebasis unterstellt. Die längste Zeit ihres Bestehens war die Brigade Teil des Heeres.

## Geschichte

### Vorgeschichte
Während des Endphase Ost-West Konflikts war der Fernmeldestab 94 Herzstück der Elektronische Kampfführung der Fernmeldetruppe EloKa des Territorialheeres auf Ebene der Heeresführung. Im Frieden unterstand der Fernmeldestab 94 dem Heeresamt. Im Verteidigungsfall war die Unterstellung beim Fernmeldeführungskommando Heer vorgesehen.
Der Fernmeldestab 94 betrieb und/oder stellte das Personal für die Aufklärungstürme des Heeres und die meisten Aufklärungstürme der Luftwaffe entlang der Zonengrenze bei Barwedel, bei Thurau, auf dem Stöberhai, auf dem Hohen Meißner, im Hohen Bogen und auf dem Großen Kornberg zur Fernmelde- und Elektronischen Aufklärung des Warschauer Paktes. Für die Auslandsspionage und die Aufklärung der Mobilmachung der Truppen des Warschauer Paktes hatte der Fernmeldestab 94 daher zentrale Bedeutung.

### Aufstellung
Aus Teilen des Fernmeldestabes 94 wurde nach Ende des Kalten Krieges zur Einnahme der Heeresstruktur V/V(N) die Fernmelde- und Elektronische Aufklärungsbrigade 94 am 1. April 1992 in der Heinrich-Hertz-Kaserne in Daun neu aufgestellt.

### Wechsel in die Streitkräftebasis
Am 14. Juni 2002 erfolgte der Wechsel in die neu konzipierte Streitkräftebasis. Dort wurde die Fernmelde- und Elektronische Aufklärungsbrigade 94 dem etwa zeitgleich in Dienst gestellten Kommando Strategische Aufklärung unterstellt.

### Auflösung
Kurz nach dem Wechsel in die Streitkräftebasis wurde die Brigade am 31. Dezember 2003 außer Dienst gestellt. Teile des Wehrmaterials und Personals wurden zur Aufstellung des Fernmeldebereichs 93 verwendet. Aus diesem ging später im Wesentlichen die Auswertezentrale Elektronische Kampfführung hervor.

## Verbandsabzeichen

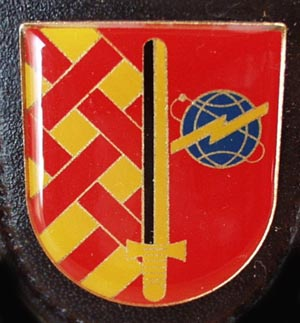
Internes Verbandsabzeichen des Stabes des Stabes/Stabskompanie

Die Brigade führte anders als die meisten anderen Brigaden des Heeres kein eigenes Verbandsabzeichen. Die Soldaten trugen daher die Verbandsabzeichen der übergeordneten Dienststellen.
Als „Abzeichen“ wurde daher unpräzise manchmal das interne Verbandsabzeichen des Stabes der Fernmelde- und Elektronische Aufklärungsbrigade 94 „pars pro toto“ für die gesamte Brigade genutzt. Es glich im Wesentlichen dem internen Verbandsabzeichen seines „Vorgängers“ Fernmeldestab 94 und des „Nachfolgers“ Fernmeldebereich 93. Das interne Verbandsabzeichen zeigte ähnlich wie das Verbandsabzeichen des die längste Zeit übergeordneten Heeresamtes ein Schwert auf rotem Grund, eine Weltkugel mit Doppelblitz ähnlich wie im Taktischen Zeichen der Fernmeldetruppe EloKa. Das Schräggitter der rechten Schildseiten ist das Dauner Gitter der Herren von Daun und findet sich ähnlich im Stadtwappen von Daun.